# Dieriewieńki (obwód kurski)
Dieriewieńki (ros. Деревеньки) – osiedle przy stacji kolejowej w zachodniej Rosji, w sielsowiecie wyszniedieriewienskim rejonu lgowskiego w obwodzie kurskim.

## Geografia
Miejscowość położona jest 6 km od centrum administracyjnego sielsowietu (Wysznije Dieriewieńki), 16 km na południowy wschód od centrum administracyjnego rejonu (Lgow), 63 km na południowy zachód od Kurska, przy nieczynnej stacji kolejowej.
W osiedlu znajdują się 42 posesje.
Klimat
Miejscowość, jak i cały rejon, znajduje się w strefie klimatu kontynentalnego z łagodnym ciepłym latem i równomiernie rozłożonymi opadami rocznymi (Dfb w klasyfikacji klimatów Köppena).

## Demografia
W 2010 r. osiedle zamieszkiwało 61 osób.